# The Status of Tibet: History, Rights and Prospects in International Law
The Status of Tibet: History, Rights and Prospects in International Law est un essai présentant le point de vue d'un avocat international moderne sur les arguments historiques et actuels pour et contre la position indépendante du Tibet par rapport à la Chine écrit par Michael van Walt van Praag et publiée en 1987.
Pour Patricia Birnie (en), cette étude passionnante du statut juridique du Tibet est une contribution majeure à la littérature et à la recherche universitaire dans ce domaine.
Pour le professeur Premen Addy, un expert en histoire asiatique au Kellogg College àl'université d'Oxford, l'objectif principal du livre du docteur van Praag est d'examiner la validité des revendications de la Chine sur le Tibet à la lumière du droit international et de l'histoire.